# Colom verdós colldaurat
El colom verdós colldaurat o colom verdós de potes grogues (Treron phoenicopterus) és una espècie d'ocell de la família dels colúmbids (Columbidae) que habita boscos, matolls i encara ciutats d'Àsia meridional, des de l'est del Pakistan, per l'Índia fins al sud-oest de la Xina, Myanmar i Indoxina.